# 暑运
暑运是中国大陆在暑期7月至8月间发生的一种大规模高交通运输压力现象，通常始于7月1日，终于8月31日，历时62天。与春运不同，暑运的客流主要以旅游观光、休假疗养和学生客流为主。同时，客流分布也较为均衡，集中于交通干线、主要旅游城市和避暑胜地。时间上，以7月上旬和8月下旬为两个出行高峰。暑运期间，中国大陆铁路、民航、公路运输客流量都较平日有较大幅度的增长，班次也会较平日有所提高。